# Le Capitaine Burle
Pour les articles homonymes, voir Burle.
Le Capitaine Burle est un recueil de nouvelles d'Émile Zola paru en 1882.

## Contenu
Le recueil se compose de six nouvelles parues initialement dans Le Messager de l'Europe. Par l'intermédiaire d'Ivan Tourgueniev, Zola avait conclu un contrat avec cette revue russe, prévoyant la livraison mensuelle d'un texte de 24 pages. Cette collaboration dure de mars 1875 à décembre 1880. 

### Le Capitaine Burle
Veuve d'un colonel, Madame Burle rêve pour son fils d'une grande carrière militaire. Mais, après Saint-Cyr et une médaille gagnée à la Bataille de Solférino, il végète dans une garnison de province où « lentement, il engraisse, se noie dans sa chair, épais, heureux, détendu et lâche ». Il rencontre Mélanie et « tombe dans un hébétement d'amoureux gras qui se vide sans maigrir ». Pour elle, puis pour une petite bonne laide et légèrement bossue, il puise dans la caisse du régiment. Son camarade d'armes, le major Laguitte, qui ne peut plus fermer les yeux, le provoque en duel et le tue pour sauver l'honneur de la famille. Il exauce ainsi le souhait de madame Burle, qui ne cesse de raconter à son petit-fils d'épouvantables récits de batailles. Il en meurt de peur.
Dans ce conte de la médiocrité, les valeurs au nom desquelles Burle est condamné par sa mère et son ami, honneur militaire, héroïsme, ont perdu toute signification. L'ironie amère du dénouement consacre cette faillite : le futur héros, le petit-fils pour qui le meurtre est commis, meurt de peur. Réapparaît un type de personnage déjà rencontré dans Thérèse Raquin, la vieille femme inflexible, incarnation de la fatalité, qui souhaite la mort de son fils et inspire son assassinat par Laguitte.

### Comment on meurt
Cinq façons de mourir, cinq façons d'être enterré. Pour Zola, la société est faite de milieux juxtaposés, complètement clos, n'entretenant pratiquement aucun rapport. La seule unité tient à une donnée de nature : la mort. 
Chez le comte de Verneuil, c'est la maladie propre et digne, la maladie cérémonieuse, qui attend des visites. C'est un homme bien élevé qui s'en va. Le corbillard est une voiture de première classe, empanachée de plumes, drapée de tentures à franges d'argent. Les cordons du poêle sont tenus par un maréchal de France, un duc, vieil ami du défunt, un ancien ministre et un académicien. N'ayant pas voulu assister à l'enterrement car les larmes l'avaient brisée, la comtesse regarde le plafond, soulagée et rêveuse.
Madame Guérard est l'avarice expirante. Par l'interrogation muette de ses regards, elle fait pousser la cupidité chez ses fils. Ils se regardent avec des yeux où luisent déjà les colères et les rancunes du partage. Mais ils enterrent leur mère d'une façon très convenable : si elle avait payé elle-même son convoi, elle aurait économisé au moins six voitures. L'allée dans laquelle se trouve son caveau et ceux de ses voisins ressemble à la devanture d'un marchand de meubles, avec des armoires, des commodes, des secrétaires, rangés symétriquement à l'étalage.
Monsieur Rousseau et sa femme Adèle ont mis des années à établir leur papeterie. Bientôt, dans huit ans, ils pourront se retirer à la campagne. Elle est devenue phtisique, mais n'a pas eu le temps de se soigner : il y a l'inventaire, il y a les clients, il y a les fournisseurs, il y a les factures. Et il y a le testament à rédiger, pour que sa sœur ne puisse venir réclamer une part de leur travail. À son enterrement, les voisines trouvent M. Rousseau très bien, parce qu'il marche derrière le corbillard, tête nue, tout seul, pâle et ses rares cheveux envolés dans le vent. Mais ce qui le rend la tête perdue et les membres inquiets, c'est que le magasin soit fermé, un jour de semaine.
Dans la mansarde des Morisseau, pas de travail, pas de pain et pas de feu à la maison. La misère a vidé la commode, tout le linge est au Mont-de-Piété. Alors on ne peut soigner le petit Charlot, atteint d'une pleurésie. Il meurt après un crépuscule boueux, lent et sinistre comme une agonie. On se rend à l'église en courant, il y a le père avec deux camarades rencontrés en chemin, puis la mère, et la voisine, la couturière. À l'église, on expédie la cérémonie, et la course reprend sur le pavé gras. Charlot va dormir au fond de la fosse commune. Le champ est semé de croix renversées par le vent, de couronnes pourries par la pluie, un champ de misère et de deuil, dévasté, piétiné, suant cet encombrement de cadavres qu'entassent la faim et le froid des faubourgs.
Jean-Louis Lacour a soixante-dix ans Sa famille vit sur son petit bien, juste assez de terre pour manger et ne pas aller tout nu. Jamais il n'a été malade. Un jour ses fils le trouvent sur son lit, les yeux ouverts, avec un air de réfléchir. Mais ils doivent aller travailler, la terre a plus besoin d'être soignée que lui, surtout que c'est la moisson. Il meurt, sans remuer un membre, comme les bêtes qui se cachent et se résignent, en regrettant peut-être de donner à ses enfants l'embarras de son corps. Le terrain désert et inculte du cimetière a des hautes herbes, des chardons superbes, des nappes fleuries où s'abattent des papillons blancs. Et le silence est tout frémissant de cette vie, de la sève de cette terre grasse.

### Pour une nuit d'amour
Julien Michon est fonctionnaire dans une petite ville. Sa gaucherie lui donne un effarouchement continu, un besoin maladif de médiocrité et d'obscurité. Sa seule grande récréation est de jouer de la flûte. Un jour, la façade de l'hôtel de Marsanne, en face de sa fenêtre, s'anime : Mademoiselle Thérèse vient de sortir du couvent. Il se met à aimer cette reine cruelle et méprisante, aux yeux profonds, noirs et sans éclat, mais elle le dédaigne. Un soir pourtant, elle l'appelle pour lui demander de la débarrasser du cadavre de Colombel, son frère de lait et souffre-douleur de son enfance, devenu son amant. Elle vient de le tuer, et promet à Julien une nuit d'amour en échange de ce service. Julien emmène le cadavre à la rivière et s'y jette à son tour, pris d'un irrésistible vertige.
Thérèse de Marsanne est un nouvel exemple de la femme fatale et dominatrice, déjà présente dans Thérèse Raquin et dans Madeleine Férat – mais cette fois-ci son triomphe est absolu. La mort de Julien est son refuge contre la peur de l'amour, de la désillusion de réel. Zola atteint un de ses sommets par l'atmosphère qu'il suggère, l'ambivalence sourde de l'amour et de la mort, la richesse du personnage de Julien, mélange de passion et d'impuissance, de naïveté et de grandeur

### Aux champs
Trois textes mêlant souvenirs, description et analyse sociologique. 
La Banlieue : celle de la zone des fortifications entourant Paris, « rien de si laid ni de plus sinistre ; on trouve là toute la saleté et tout le crime de la grande ville, l'ordure vient s'y mûrir au soleil, la misère y apporte sa vermine ». Celle aussi des premiers bois, Meudon, Mantes, Chatou, découverts par les peintres et qui se révèlent à chaque Salon de peinture.
Le Bois : évocation de la découverte, en compagnie de Paul Cézanne, du Bois de Verrières et de la propriété de Chateaubriand dans la Vallée-aux-Loups.
La Rivière : parties de barque sur la Seine à Bennecourt, où Zola résida de 1866 à 1871. 
Cette nouvelle est différente de toutes celles composées pour Le Messager de l'Europe. Zola, occupé par son installation à Médan et par le premier plan détaillé de Nana, reprend des sujets qu'il avait déjà abordés, par exemple l'exaltation panthéiste que l'on trouve dans La Faute de l'abbé Mouret.  S'il a placé cette nouvelle dans le recueil, c'est principalement par souci de contraste avec les autres qui le composent. 

### La Fête à Coqueville
Les deux cents habitants de ce trou perdu de Normandie se divisent en deux familles rivales, les Mahé et les Floche, qui vivent de la pêche. Un jour, un bateau anglais naufragé relâche des dizaines de tonneaux d'alcools divers, plus faciles à pêcher que les maquereaux habituels. C'est la fête pendant sept jours. Tout le village s'enivre sur la plage, « avec une sérénité des âges enfants, enveloppant la joie d'une tribu de sauvages, grisée par son premier tonneau d'eau-de-vie ».
Dans cette farce, Zola parodie ses propres romans. Il y avait déjà dans La Faute de l'abbé Mouret un village à l'écart de toute civilisation. Le rôle donné à l'alcool est une contrepartie burlesque de L'Assommoir. L'antagonisme de Fouasse et de Tupain, issus des unions successives de la vieille Françoise avec un Floche puis un Mahé tourne en dérision l'origine des Rougon-Macquart. Mais ce sont les mêmes éléments que dans les œuvres parodiées : même refus de la psychologie classique, action de facteurs purement physiques, même conception de la nature humaine que seules des pulsions, aussi éphémères que brutales, font agir. 

### L'Inondation
Récit à la première personne de Louis Roubieu. Il a soixante-dix ans, il est père, grand-père, arrière-grand-père. Tous habitent avec lui dans sa ferme prospère. Ses terres sont riches, ses récoltes fructueuses. Mais son village est situé en contrebas de la Garonne. Un jour, celle-ci entre en crue et engloutit le village. Toute la famille s'est réfugié sur le toit, mais celui-ci va être submergé. On tente un départ en radeau, mais il est brisé par les flots. Tous périssent, sauf l'ancêtre accroché à une cheminée. « Le bonheur mentait ».
Zola s'est inspiré des inondations de juin 1875, tout en souciant peu d'exactitude documentaire. L'actualité n'est qu'un moyen au service d'une intrigue déjà esquissée dans le dernier chapitre des Quatre journées de Jean Gourdon : L'Homme ne peut résister à des puissances naturelles brutes. Mais si à Jean Gourdon il restait l'espoir, Louis Roubieu n'en a plus. Le texte use des artifices du roman d'épouvante, mais rend ces éléments vraisemblables en sauvegardant le réalisme de la progression : le récit n'avance qu'à la vitesse de l'eau qui  monte, mais l'espace tragique se réduit en proportion. 

## Réception
Paru quelques mois après le succès de scandale de Pot-Bouille, le recueil soulève peu d'intérêt. Sans doute parce que Zola est désormais catalogué comme romancier.

## Prépublications
- Le Capitaine Burle : Le Messager de l'Europe, décembre 1880, sous le titre Un duel
- Comment on meurt : Le Messager de l'Europe, août 1876, sous le titre Comment on meurt et comment on enterre en France
- Pour une nuit d'amour: Le Messager de l'Europe, octobre 1876, sous le titre Un drame dans une petite ville de province
- Aux champs : Le Messager de l'Europe, août 1878, sous le titre Les Environs de Paris
- La Fête à Coqueville, Le Messager de l'Europe, août 1879
- L'Inondation, Le Messager de l'Europe, août 1879

Toutes ces nouvelles ont été publiées ensuite dans des journaux français.

## Éditions
- Édition originale : Charpentier, décembre 1882

- Émile Zola, Œuvres complètes, t. 9, Cercle du livre précieux, édition d'André Stil, 1968
- Émile Zola, Contes et Nouvelles, Gallimard, La Pléiade, édition de Roger Ripoll, 1989 (ISBN 2-07-010846-5)
- Aux champs et La Fête à Coqueville figurent dans le recueil Émile Zola, Nouvelles roses, Livre de Poche, 2013 (ISBN 978-2253163602)
- Le Capitaine Burle, Pour une nuit d'amour et L'Inondation figurent dans le recueil Émile Zola, Nouvelles noires, Livre de Poche, 2013 (ISBN 978-2253163619)
- Le Capitaine Burle, Comment on meurt et L'Inondation figurent dans le recueil Émile Zola, Contes et Nouvelles II (1875-1899), Garnier-Flammarion, 2008, réédition 2020 (ISBN 978-2-0812-0823-0)
- L'Inondation de Zola et L'Inondation d'Evgueni Zamiatine sur papier de pierre insubmersible, Éditions Adespote, 2019  (ISBN 978-2-9557414-6-7)

## Adaptations
- Pour une nuit d'amour (1898), adaptation théâtrale de Jane de la Vaudère

- Pour une nuit d'amour (1923), film français de Yakov Protazanov
- Pour une nuit d'amour (1947), film français d'Edmond T. Gréville